# كاثرين شارب
كاثرين شارب (بالإنجليزية: Katharine L. Sharp)‏ هي أمينة مكتبة وكاتِبة أمريكية، ولدت في 25 مايو 1865 في إلجين في الولايات المتحدة، وتوفيت في 1 يونيو 1914 بسبب حادث مرور.